# Timber Falls
Timber Falls is een Amerikaanse horrorfilm uit 2007, geregisseerd door Tony Giglio.

## Verhaal
Mike en Sheryl besluiten zichzelf een spannend weekend te gunnen en gaan naar de bergen. Maar ze zijn niet voorbestemd om lang van het weekend te genieten: 's ochtends verdwijnt Sheryl spoorloos. Op zoek naar zijn geliefde gaat Mike diep het bos in, waar de prachtige natuur, die gisteren zo aangenaam was, verandert in een vijandige en gevaarlijke plek. Mike begint letterlijk fysiek iemands aanwezigheid te voelen en valt plotseling in een val. Wanneer hij wakker wordt, realiseert Mike zich dat hij in handen is gevallen van wrede maniakken die hem niet met Sheryl laten gaan totdat ze aan al hun eisen voldoen.

## Rolverdeling
| Acteur            | Personage      |
| ----------------- | -------------- |
| Josh Randall      | Mike Warren    |
| Brianna Brown     | Sheryl James   |
| Nick Searcy       | Clyde Forester |
| Beth Broderick    | Ida Forester   |
| Sascha Rosemann   | Deacon         |
| T.W. Leshner      | Darryl         |
| Branden R. Morgan | Brody          |
| Ryan McGee        | Lonnie         |
| Carl Bressler     | Sam            |
| Debbie Jaffe      | Evelyn         |
| Suzanna Urszuly   | Sarah Travers  |
| Ryan Wiik         | James Block    |

## Release
De film ging in première op 27 juli 2007 op het Fantasy Filmfest in München. Timber Falls had een beperkte vertoningen op 7 december 2007 in de Verenigde Staten.

## Ontvangst
Op Rotten Tomatoes heeft Timber Falls een waarde van 38% en een gemiddelde score van 4,90/10, gebaseerd op 8 recensies.